# Échangeur Turcot
Pour les articles homonymes, voir Turcot.

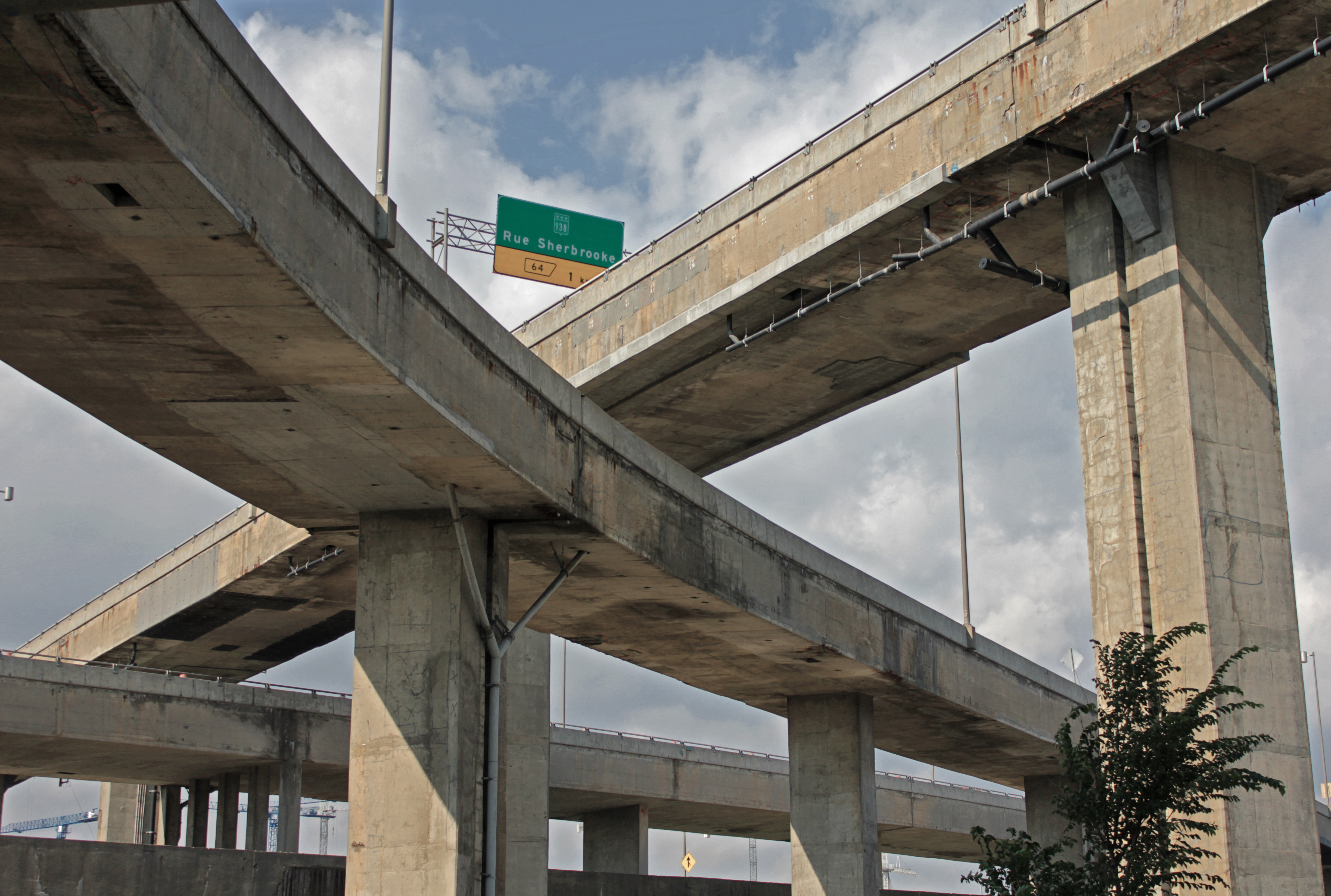
Bretelles de l'ancien échangeur Turcot s'entrecroisant.

L'échangeur Turcot est un échangeur autoroutier au sud-ouest de l'île de Montréal, au Québec.
Un premier échangeur, construit sur trois étages, fut ouvert à la circulation le 25 avril 1967 à 6 h, soit trois jours avant l'ouverture de l'Expo 67. Depuis 2011, un nouvel échangeur, de conception différente, a été construit sous l'ancien dont les structures ont été détruites. Ces travaux ont été achevés en 2020.
L’échangeur est nommé en l'honneur du marchand Philippe Turcot (1791-1861), qui donna son nom au village Turcot et à la rue Philippe-Turcot.

## Description
L'échangeur Turcot se localise à environ 5 kilomètres au sud-ouest du centre-ville de Montréal. Il joint les autoroutes 20 Ouest à l'ouest (autoroute du Souvenir), 15 Nord au nord (autoroute Décarie), 15 Sud et 20 Est au sud et route 136 Est à l'est (autoroute Ville-Marie). 290 000 véhicules, dont 30 000 poids lourds, l'empruntent chaque jour.
Turcot est un échangeur à niveaux construit au-dessus de trois voies ferrées de la subdivision de Montréal du Canadien National (entre les points milliaires 4 et 5). Les trains empruntant ces voies sont protégés contre les chutes de véhicules par un tunnel en surface traversant l’échangeur d'ouest en est.

### Ancien complexe Turcot (1967-2019)
12 bretelles composaient l’échangeur et totalisaient près de 7,7 km. Elles étaient construites sur piliers et se situaient à une hauteur moyenne de 18 mètres (60 pieds) avec un sommet où les véhicules circulaient à 30,48 m (100 pieds) au-dessus du sol.

### Nouveau complexe Turcot
La quantité de béton utilisée dans le nouvel échangeur diminuera de 80 %, puisque les structures ne seront plus faites sur piles mais principalement sur remblais. Le nombre de structures aériennes de l'échangeur doit ainsi être diminué de 65 %. Ces remblais auront aussi comme effet d'exacerber la délimitation entre les quartiers industriels et résidentiels situés de part et d'autre de l'autoroute 15.

## Histoire

### Construction

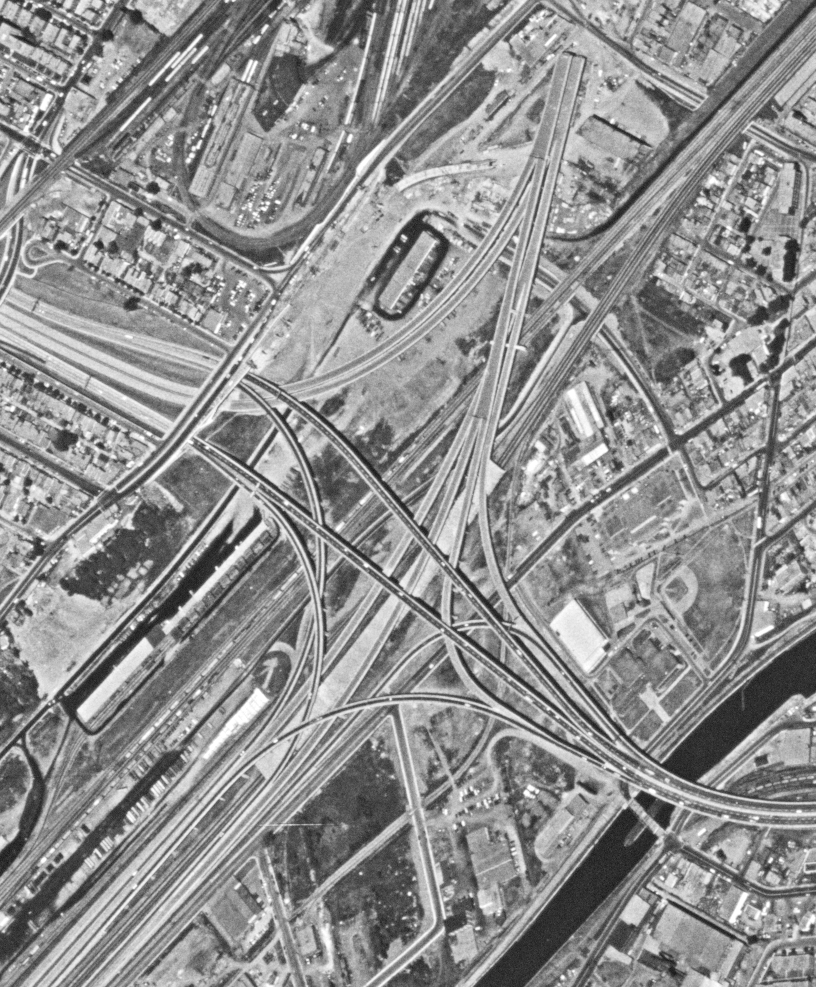
L’échangeur Turcot en 1971.

L'échangeur a été construit sur la partie est de la cour de triage Turcot du Canadien National, elle-même construite entre 1925 et 1931, et fermée depuis 2003. La conception aérienne de la structure principale permettait au trafic ferroviaire et fluvial (canal de Lachine) de continuer sans entraves.
Sa construction a nécessité 168 000 mètres cubes (220 000 verges cubes) de béton et 21 000 tonnes d'acier. L'échangeur Turcot a coûté 24 millions de dollars canadiens (1967) (169 millions de dollars de 2016), répartis entre le gouvernement provincial (12,5 millions), fédéral (10,5 millions) et la Ville de Montréal (1,5 million). Sa construction a également causé la destruction d'un quartier et d'usines de Montréal, de même que la plus grande rotonde ferroviaire au Canada.

### Détérioration précoce
La conception très aérienne de l’échangeur Turcot, entièrement sur pile en béton armé, s'est avérée coûteuse à entretenir. Des défauts de fabrication, l'usage de fondants routiers en hiver et un manque d’investissements ont accéléré le vieillissement des structures, qui, 40 ans seulement après leurs mises en service, ont atteint leur fin de vie utile.

### Reconstruction

#### Premier projet
Le 29 juin 2007, la ministre des Transports Julie Boulet annonce que les structures de l'échangeur Turcot ont atteint la fin de leur vie utile et que ce dernier doit être reconstruit. Le projet, au coût de 1,2 à 1,5 milliard de dollars, doit se réaliser entre 2009 et 2015 et inclut la reconstruction, outre de l'échangeur Turcot lui-même, des échangeurs Montréal-Ouest, Angrignon et De La Vérendrye, ainsi que des tronçons des autoroutes 15, 20 et 720 les reliant. De nouvelles voies autoroutières seront construites sous les structures existantes et en parallèle, ce qui permettra de maintenir la circulation durant les travaux.
Trois périodes d'information et de consultation publique se déroulent entre le 24 mars et le 19 juin 2009, puis le rapport du Bureau d'audiences publiques sur l'environnement (BAPE) est publié le 10 novembre 2009. Ce dernier recommande des modifications au projet.
Le Ministère des Transports du Québec (MTQ) annonce que les travaux se dérouleront de 2010 à 2017 pour un coût de plus de 2 milliards de dollars. Cependant plusieurs groupes s'opposent à la mise en œuvre du chantier tel que prévu par le MTQ. Par exemple, la Direction de la santé publique de Montréal s'oppose au projet, car si une diminution des polluants traditionnels liés aux transports d'ici 2026 est à prévoir du fait de l'amélioration de la performance des véhicules, les émissions de gaz à effet de serre ne cesseront de croître en raison de l'augmentation du nombre de voitures à Montréal. De plus, si dans un premier temps les travaux seront faits en parallèle avec les routes existantes afin de ne pas entraver la circulation, pour les deux dernières années la circulation serait entravée car il faudra alors joindre les nouveaux tronçons au réseau.
En réponse à ce problème, la ville de Montréal présente en avril 2010 son propre plan pour le futur échangeur Turcot. Le MTQ, évaluant les coûts d'un tel projet à 6 milliards de dollars pour une mise en service en 2022, le rejette immédiatement.

#### Second projet et début du chantier
En novembre 2010, le MTQ dévoile une nouvelle proposition qui ne gênerait plus le trafic routier mais qui repousse la mise en service du nouvel échangeur à 2018 et le coût prévu à environ 3 milliards.
En juillet 2011, le premier volet du projet débute en mode traditionnel, c'est-à-dire que la réalisation de travaux est confiée à différents entrepreneurs une fois les plans et devis achevés. Il s'agit surtout de travaux sur le réseau municipal, ainsi que la construction de ponts d'étagement qui enjamberont les futures voies autoroutières.
Le deuxième volet du projet concerne la reconstruction des infrastructures principales. Il est réalisé selon le mode conception-construction, aussi appelé le mode "clés en main". Il s'agit de confier à une entreprise ou à un groupement d'entreprises la réalisation des plans et devis ainsi que la réalisation de l'infrastructure. L'appel de qualification pour ce contrat est lancé en décembre 2011.

#### Projet final

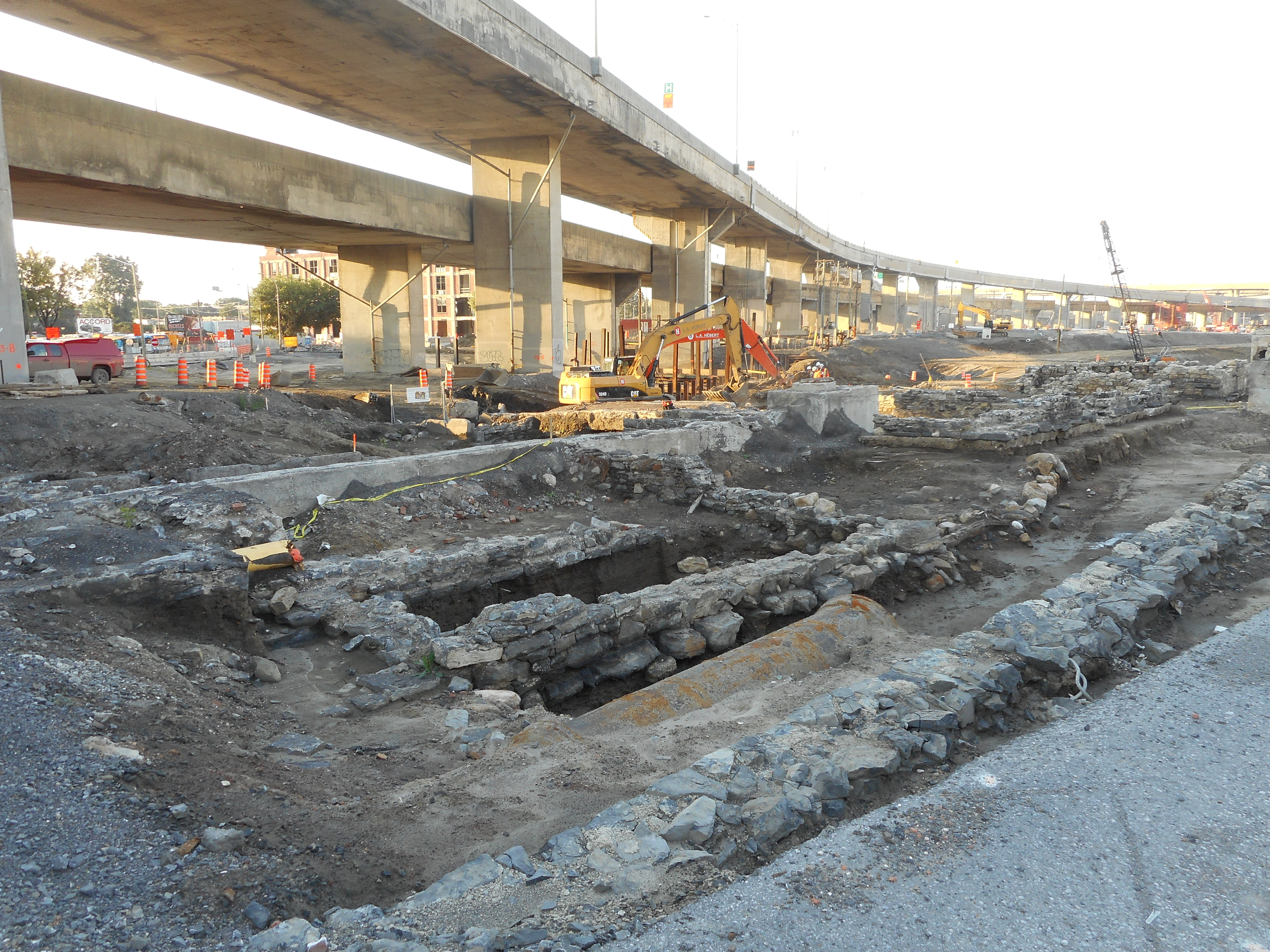
Site archéologique du Village des Tanneries, mis au jour en 2015.

En mars 2013, le projet final, comprenant des bonifications en intégration urbaine et en transport collectif, est annoncé par la première ministre du Québec, Pauline Marois. Doté d'un budget de 3,7 milliards, le chantier doit se terminer en 2020. L'appel de proposition pour le contrat conception-construction est lancé en avril 2013 et trois soumissionnaires sont confirmés le 17 mai.
Le 18 décembre 2014, le ministre des Transports et ministre responsable de la région de Montréal, Robert Poëti, annonce le soumissionnaire sélectionné pour la réalisation des infrastructures principales de Turcot en mode conception-construction. Il s'agit du consortium KPH Turcot, composé des entreprises Construction Kiewit Cie et Parsons du Canada Ltée, à titre de membres; et des entreprises WSP Canada Inc. et Holcim (Canada) Inc. à titre de participants. Le montant de ce contrat est de 1,54 milliard.

#### Travaux

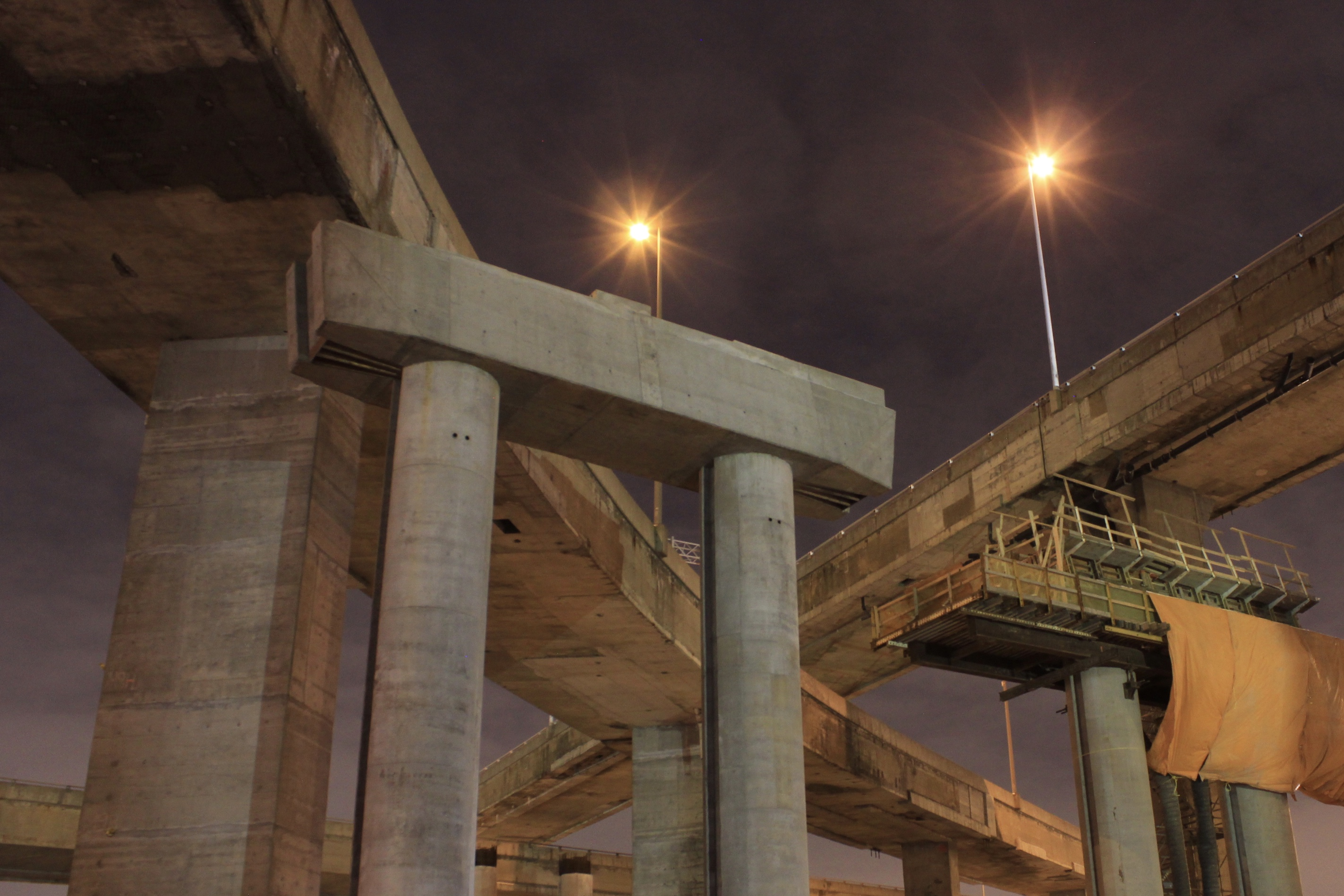
Les piliers du nouvel échangeur en construction sous les anciens, 2017.

En avril 2015, les fondations d'un atelier de tannerie datant de la fin du XVIIIe siècle sont mises au jour. À la suite de fouilles archéologiques, ces vestiges sont détruits en septembre de la même année.
Fin 2016, les coûts totaux du projet respectent toujours le budget de 3,67 milliards de dollars et l'échéancier de 2020 pour la fin des travaux.
Environ 80 % de l'acier et du béton issu de la démolition du pont Champlain et de l’échangeur Turcot seront recyclés, notamment pour servir de remblais.